# Patinage de vitesse aux Jeux olympiques de 1936
Pour des articles plus généraux, voir Patinage de vitesse aux Jeux olympiques et Jeux olympiques d'hiver de 1936.
Navigation
Lake Placid 1932 Saint-Moritz 1948
Les épreuves de patinage de vitesse aux Jeux olympiques d'hiver de 1936 ont lieu du 11 au 14 février 1936 au Rießersee, à Garmisch-Partenkirchen en Allemagne.

## Podiums
| Épreuves                          | Or                      | Argent                | Bronze                |
| --------------------------------- | ----------------------- | --------------------- | --------------------- |
| 500 mètres résultats détaillés    | Ivar Ballangrud (NOR)   | Georg Krog (NOR)      | Leo Freisinger (USA)  |
| 1 500 mètres résultats détaillés  | Charles Mathiesen (NOR) | Ivar Ballangrud (NOR) | Birger Wasenius (FIN) |
| 5 000 mètres résultats détaillés  | Ivar Ballangrud (NOR)   | Birger Wasenius (FIN) | Antero Ojala (FIN)    |
| 10 000 mètres résultats détaillés | Ivar Ballangrud (NOR)   | Birger Wasenius (FIN) | Max Stiepl (AUT)      |

## Résultats

### 500 mètres
| Rang | Athlète               | Temps  |
| ---- | --------------------- | ------ |
| 1    | Ivar Ballangrud (NOR) | 43 s 4 |
| 2    | Georg Krog (NOR)      | 43 s 5 |
| 3    | Leo Freisinger (USA)  | 44 s 0 |
| 4    | Shozo Ishihara (JPN)  | 44 s 1 |
| 5    | Delbert Lamb (USA)    | 44 s 2 |
| 6    | Karl Leban (AUT)      | 44 s 8 |
| 6    | Allan Potts (USA)     | 44 s 8 |
| 8    | Antero Ojala (FIN)    | 44 s 9 |
| 8    | Jorma Ruissalo (FIN)  | 44 s 9 |
| 8    | Birger Wasenius (FIN) | 44 s 9 |

### 1 500 mètres
| Rang | Athlète                 | Temps        |
| ---- | ----------------------- | ------------ |
| 1    | Charles Mathiesen (NOR) | 2 min 19 s 2 |
| 2    | Ivar Ballangrud (NOR)   | 2 min 20 s 2 |
| 3    | Birger Wasenius (FIN)   | 2 min 20 s 9 |
| 4    | Leo Freisinger (USA)    | 2 min 21 s 3 |
| 5    | Max Stiepl (AUT)        | 2 min 21 s 6 |
| 6    | Karl Wazulek (AUT)      | 2 min 22 s 2 |
| 7    | Harry Haraldsen (NOR)   | 2 min 22 s 4 |
| 8    | Hans Engnestangen (NOR) | 2 min 23 s 0 |

### 5 000 mètres
| Rang | Athlète                 | Temps        |
| ---- | ----------------------- | ------------ |
| 1    | Ivar Ballangrud (NOR)   | 8 min 19 s 6 |
| 2    | Birger Wasenius (FIN)   | 8 min 23 s 3 |
| 3    | Antero Ojala (FIN)      | 8 min 30 s 1 |
| 4    | Jan Langedijk (NED)     | 8 min 32 s 0 |
| 5    | Max Stiepl (AUT)        | 8 min 35 s 0 |
| 6    | Ossi Blomqvist (FIN)    | 8 min 36 s 6 |
| 7    | Charles Mathiesen (NOR) | 8 min 36 s 9 |
| 8    | Karl Wazulek (AUT)      | 8 min 38 s 4 |

### 10 000 mètres
| Rang | Athlète                 | Temps         |
| ---- | ----------------------- | ------------- |
| 1    | Ivar Ballangrud (NOR)   | 17 min 24 s 3 |
| 2    | Birger Wasenius (FIN)   | 17 min 28 s 2 |
| 3    | Max Stiepl (AUT)        | 17 min 30 s 0 |
| 4    | Charles Mathiesen (NOR) | 17 min 41 s 2 |
| 5    | Ossi Blomqvist (FIN)    | 17 min 42 s 4 |
| 6    | Jan Langedijk (NED)     | 17 min 43 s 7 |
| 7    | Antero Ojala (FIN)      | 17 min 46 s 6 |
| 8    | Eddie Schroeder (USA)   | 17 min 52 s 0 |

## Tableau des médailles
| Rang | Nation     | Or | Argent | Bronze | Total |
| ---- | ---------- | -- | ------ | ------ | ----- |
| 1er  | Norvège    | 4  | 2      | 0      | 6     |
| 2e   | Finlande   | 0  | 2      | 2      | 4     |
| 3e   | Autriche   | 0  | 0      | 1      | 1     |
| 3e   | États-Unis | 0  | 0      | 1      | 1     |